# Oskar Herdin

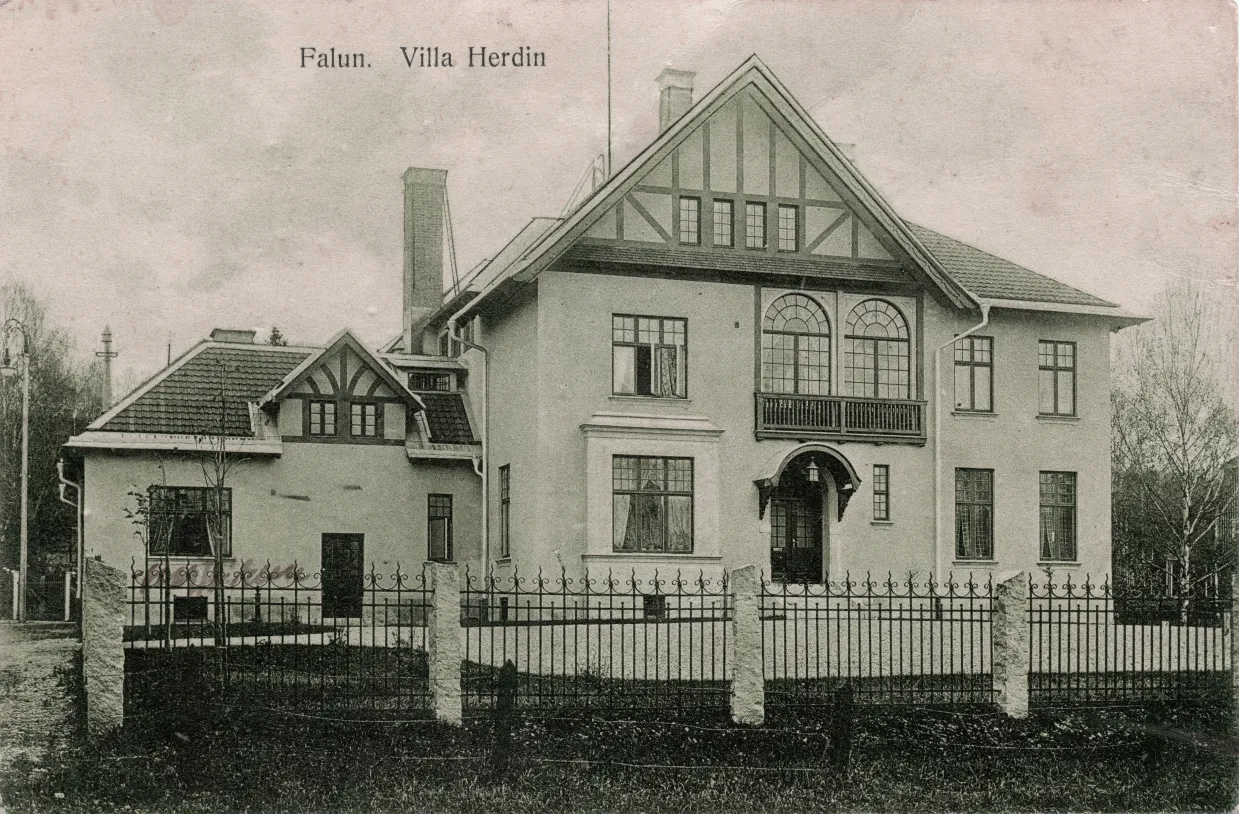
Villa Herdin i Falun, uppförd 1904

Oskar Bernhard Herdin (i riksdagen kallad Herdin i Falun), född 13 oktober 1857 i Falu Kristine församling, Kopparbergs län, död där 20 augusti 1939, var en svensk direktör och riksdagspolitiker.
Herdin, som utexaminerades från Göteborgs handelsinstitut 1876, var fabrikör och läderhandlare i Falun 1881–1900. Han var också ordförande i styrelsen för Riksbankens avdelningskontor i hemstaden. Herdin var även politiker. Han var ledamot av riksdagens första kammare 1905–1909, invald i Kopparbergs läns valkrets, och ordförande i stadsfullmäktige i Falun 1915–1930.